# Ethel Kennedy
Pour les articles homonymes, voir Kennedy.
Ethel Kennedy, née Ethel Skakel le 11 avril 1928 à Chicago (Illinois) et morte le 10 octobre 2024 à Boston (Massachusetts), est une personnalité américaine, veuve de Robert Francis Kennedy, homme politique américain, ministre de la Justice de 1961 à 1963, sénateur de l'État de New York de 1964 à 1968. Elle est par son mariage membre de la famille Kennedy et belle-sœur du président des États-Unis John Fitzgerald Kennedy.

## Biographie
Ethel Skakel est la fille d'Ann Brannack (1892-1955), d'origine irlandaise et de confession catholique, et de l'homme d'affaires, George Skakel Sr. (1892-1955), d'origine hollandaise et de confession protestante.
Ethel est élevée dans la religion catholique, à Greenwich, dans l'État du Connecticut. Son père est le fondateur de la société Great Lakes Carbon Corporation, de nos jours une filiale de SGL Carbon. Elle suit sa scolarité à la Greenwich Academy, puis au Couvent du Sacré-Cœur de Manhattan. Ethel Skakel vit une jeunesse pieuse, et sera toute sa vie une catholique fervente. En septembre 1945, elle entame des études supérieures au Manhattanville College du Sacré-Cœur, où elle se lie d'amitié avec Jean Kennedy, sa compagne de chambrée et sœur de Robert F. Kennedy.

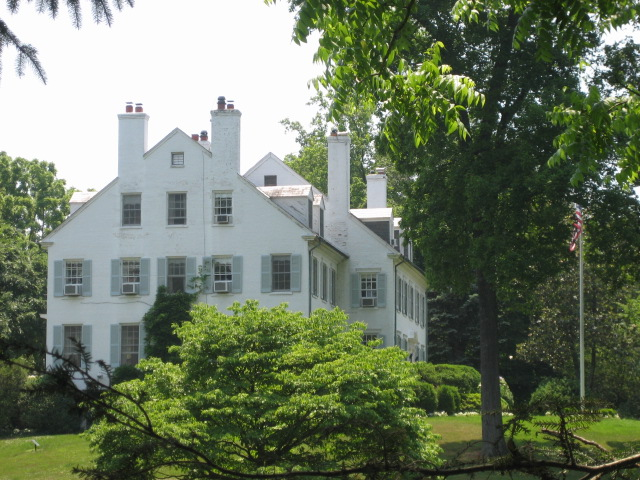
Propriété de Hickory Hill.

Ethel fait la connaissance de ce dernier lors d'un séjour aux sports d'hiver à la station de ski du Mont Tremblant, au Québec, durant l'hiver 1945. À cette époque, il fréquente Patricia, la sœur d'Ethel. À la fin de cette relation, Robert et Ethel commencent à se rapprocher. Ethel participe à la campagne de John F. Kennedy, le frère de Robert, aux élections du Congrès des États-Unis en 1946. Elle rédige sa thèse universitaire sur le livre de ce dernier Why England Slept (en).
Robert et Ethel annoncent leurs fiançailles en février 1950 et se marient le 17 juin de la même année à l'église catholique Sainte-Marie de Greenwich. Le jeune couple emménage à Charlottesville, dans l'État de Virginie, où ils demeurent jusqu'à la fin des études de Robert, à la faculté de droit de l'université de Virginie. Leur premier enfant, Kathleen, naît le 4 juillet 1951. À l'obtention de son diplôme, Robert entre au ministère de la Justice et la famille s'installe près de Washington. Peu de temps après, la famille Kennedy demande à Robert de diriger la campagne de son frère John F. Kennedy pour les élections sénatoriales dans l'État du Massachusetts, élections qu'il remportera.
Le 3 octobre 1955, George et Ann Skakel, ses parents, périssent dans un accident aérien près de Union City.
En 1956, le couple achète la propriété Hickory Hill de McLean (Virginie) à John F. Kennedy et sa femme Jackie, en prévision de la naissance de leur cinquième enfant. Cette propriété ne compte pas moins de treize chambres et autant de salles de bain. Robert Jr. y créera un zoo au sous-sol. Contrairement à John et Jackie, Robert et Ethel y reçoivent souvent de nombreux invités venus d'horizons divers (John Lennon, Judy Garland, Rudolf Noureev ou encore Arthur Meier Schlesinger, Jr.), à l'occasion de grandes soirées.

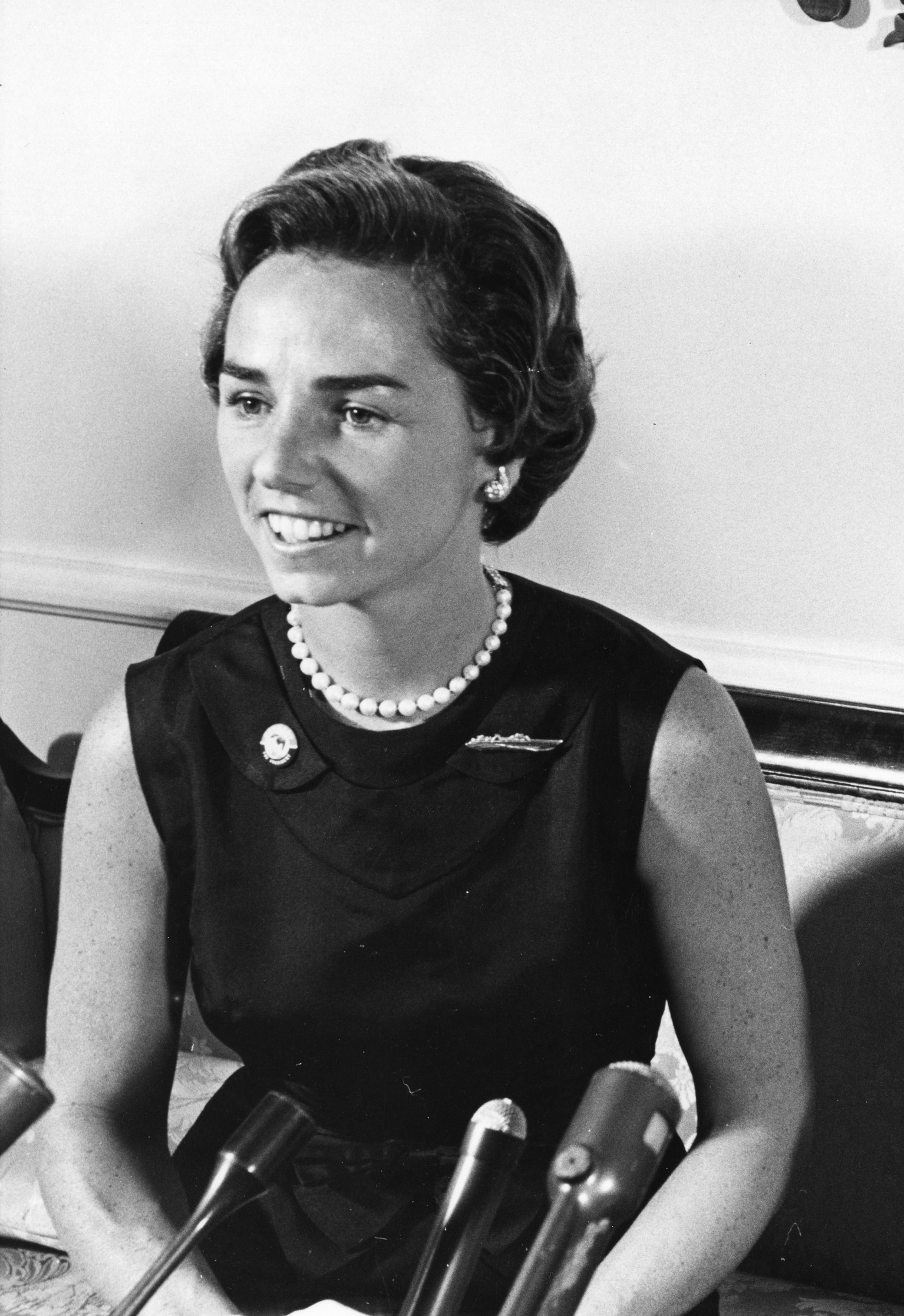
Ethel Kennedy en 1968.

Le jour de l'assassinat de Robert F. Kennedy, le 5 juin 1968 à l'hôtel Ambassador de Los Angeles en Californie, Ethel est enceinte de leur onzième enfant, Rory. Présente sur les lieux, elle cherche de l'aide. Elle est rapidement conduite auprès de son mari et s'agenouille à ses côtés. Il tourne la tête et semble la reconnaître. Après sa mort, elle déclare qu'elle ne se remariera pas. Elle vit dans la propriété de Hickory Hill jusqu'en décembre 2009, date à laquelle elle la vend pour la somme de 8,25 millions de dollars.
Lors des primaires à l'élection présidentielle américaine de 2008, Ethel Kennedy soutient le candidat Barack Obama, tout comme deux de ses enfants, Matthew et Rory Kennedy, ainsi que son beau-frère Edward Kennedy. Trois autres de ses enfants, Kathleen, Robert Francis Kennedy Jr. et Kerry Kennedy, soutiennent dans un premier temps la sénatrice Hillary Rodham Clinton jusqu'à mi-2007 avant de soutenir à leur tour Obama. Ethel Kennedy organise en juin 2008 un dîner destiné à collecter des fonds pour aider le financement de la campagne d'Obama. Le repas est à 28 500 dollars et l'opération rapporte 6 millions de dollars.
Elle meurt le 10 octobre 2024 à l'âge de 96 ans des suite de complications survenues après un AVC quelques jours plus tôt,.
Ses obsèques se déroulent le 14 octobre 2024 à Cap Cod (Massassuchets), en présence de sa famille et de nombreuses personnalités.

## Enfants
1. Kathleen Kennedy Townsend, née le 4 juillet 1951, aînée des petits-enfants de Joe et Rose Kennedy, mariée depuis le 17 novembre 1973 à David Lee Townsend (né le 17 novembre 1947), avec qui elle a quatre filles : Meaghan Anne (née le 7 novembre 1977 à Santa Fe, Nouveau-Mexique), Maeve Fahey (née le 1er novembre 1979 à New Haven, Connecticut), Rose Katherine (née le 17 décembre 1983 à Weston, Massachusetts) et Kerry Sophia (née le 30 novembre 1991 à Bethesda, Maryland).
2. Joseph Patrick Kennedy II, né le 24 septembre 1952, marié en premières noces à Sheila Brewster Rauch (née le 22 mars 1949) avec qui il a deux fils, les jumeaux Matthew et Joseph Patrick III, nés le 4 octobre 1980 à Boston (Massachusetts). Ils divorcent en 1991. Joseph Patrick Kennedy II est marié en secondes noces à Anne Elizabeth « Beth » Kelly (née le 3 avril 1957) depuis le 23 octobre 1993. À la mort de son cousin, John Fitzgerald Kennedy, Jr., le 16 juillet 1999, Joseph Patrick II devient l'aîné des descendants Kennedy, en ligne agnatique.
3. Robert Francis Kennedy Jr., né le 17 janvier 1954, marié le 3 avril 1982 en premières noces à Emily Ruth Black (née le 15 octobre 1957), avec qui il a deux enfants, Robert Francis Kennedy III (né le 2 septembre 1984 à Mt Kisco, New York) et Kathleen Alexandra (née le 13 avril 1988 à Mt Kisco, New York). Ils divorcent le 25 mars 1994. Robert Kennedy, Jr épouse le 15 avril 1994 Mary Richardson (née en 1960) avec qui il a quatre autres enfants : Conor Richardson (né le 24 juillet 1994 à Mt Kisco, New York), Kyra LeMoyne (née le 27 août 1995 à Mt Kisco, New York), William Finbar (né le 8 novembre 1997 à Mt Kisco, New York) et Aidan Caohman Vieques (né en 2001).
4. David Anthony Kennedy, né le 15 juin 1955 et mort le 25 avril 1984 des suites d'une overdose.
5. Mary Courtney Kennedy, née le 9 septembre 1956, mariée le 14 juin 1980 à Jeffrey Robert Ruhe, divorcés en 1990. Elle épouse en secondes noces Paul Michael Hill (né le 13 août 1954), l'un des « Quatre de Guildford » emprisonnés à tort pendant 15 ans pour un attentat de l'IRA qu'ils n'avaient pas commis. Ils ont une fille, Saoirse Roisin (née le 22 mai 1997 à Washington DC) et morte le 1er août 2019 d'une overdose à l'âge de 22 ans[9]. Le couple est légalement séparé.
6. Michael LeMoyne Kennedy, né le 27 février 1958 et mort le 31 décembre 1997 à la suite d'un accident de ski. Il épouse le 14 mars 1981 Victoria Denise Gifford (née le 20 février 1957) avec qui il a trois enfants : Michael LeMoyne Kennedy Jr (né le 9 janvier 1983 à Charlottesville, Virginie), Kyle Frances (née le 6 juillet 1984 à Washington DC) et Rory Gifford (née le 14 novembre 1987 à Dorchester, Massachusetts).
7. Mary Kerry Kennedy, née le 8 septembre 1959, mariée à Andrew Cuomo avec qui elle a trois filles, les jumelles Cara Ethel et Mariah Matilda (nées le 11 janvier 1995), et Michaela Andrea (née le 26 août 1997).
8. Christopher George Kennedy, né le 4 juillet 1963, marié le 15 août 1987 à Sheila Sinclair Berner (née le 4 décembre 1962) avec qui il a quatre enfants : Katherine Berner (née le 4 octobre 1990), Christopher George Jr (né le 15 juin 1992), Sarah Louise (née le 26 septembre 1994) et Clare Rose née le (3 novembre 1998).
9. Matthew Maxwell Taylor Kennedy dit Max, né le 11 janvier 1965, marié le 13 juillet 1991 à Victoria Anne Stauss (née le 10 février 1964) avec qui il a trois enfants : Matthew Maxwell Taylor Jr (né le 18 septembre 1993), Caroline Summer Rose (née le 29 décembre 1994) et Noah Isabella Rose (née le 9 juillet 1998).
10. Douglas Harriman Kennedy, né le 24 mars 1967, marié le 22 août 1998 à Nantucket (Massachusetts) à Molly Elizabeth Stark avec qui il a trois filles : Riley Elizabeth (née le 26 août 1999), Mary McCauley (née le 22 août 2001) et Rowen Francis (née en juin 2004).
11. Rory Elizabeth Katherine Kennedy, née posthume le 12 décembre 1968, mariée le 2 août 1999[note 1] à Mark Bailey dont elle a trois enfants : Georgia Elizabeth (née le 30 septembre 2002), Bridget Katherine (née en juillet 2004), et Zachary Corkland (né le 16 juillet 2007).